# Mięsień odwodziciel krótki kciuka

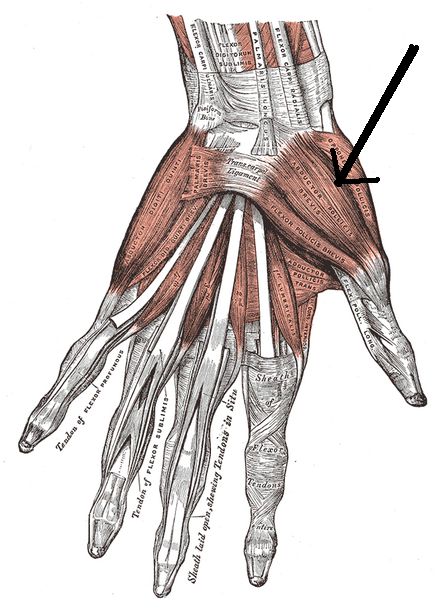
Mięsień odwodziciel krótki kciuka oznaczony strzałką

Mięsień odwodziciel krótki kciuka (łac. musculus abductor pollicis brevis) – w anatomii człowieka płaski, najbardziej powierzchowny mięsień kłębu, położony między szeregiem bliższym kości nadgarstka a bliższym paliczkiem kciuka. Przyczep proksymalny ma na troczku zginaczy, guzku kości łódeczkowatej, kości czworobocznej większej i w przedłużeniu ścięgna odwodziciela długiego kciuka. Następnie poprzez krótkie ścięgno, które na swym przebiegu obejmuje trzeszczkę promieniową stawu śródręczno-paliczkowego, przytwierdza się do bocznego brzegu podstawy bliższego paliczka kciuka. 
Unaczyniony jest przez gałąź dłoniową powierzchowną od tętnicy promieniowej, a unerwiony przez nerw pośrodkowy.
Jego funkcją jest odwodzenie i przeciwstawianie kciuka w stawie nadgarstkowo-śródręcznym, a także zginanie stawu śródręczno-paliczkowego i prostowanie stawu międzypaliczkowego.